# Sankt Nimmerlein
Sankt Nimmerlein ist ein erfundener Heiligenname, der umgangssprachlich verwendet wird, um nach ihm einen Termin zu benennen, der niemals eintreten wird, den „Sankt-Nimmerleins-Tag“. Im Deutschen Wörterbuch wird er beschrieben als „fingierter eigenname in Nimmers tag, sanct Nimmers tag, der tag des heil. Nimmer, der nicht im kalender steht und nie eintritt […] nunquam, ad graecas calendas“.
Ihren Ursprung hat diese Redensart in der im deutschsprachigen Raum seit dem frühen Mittelalter bestehenden Gewohnheit, Termine in Urkunden nicht mit ihrem kalendarischen Datum, sondern mit dem Namen des nach katholischem Heiligenkalender dem jeweiligen Tage zugeordneten Heiligen zu bezeichnen. Für den Rechtsalltag ländlicher Regionen waren für jeweilige Aufgaben bestimmte Los- oder Stichtage festgelegt, die sich an den Heiligenfesten orientierten, so etwa für die Einstellung (Darstellung des Herrn) oder Entlassung von Gesinde und die Fälligkeit von Verträgen oder Arbeiten zum allgemeinen Erntebeginn am Johannistag oder Peter und Paul, dem Beginn des Getreideschnitts, Jakobstag, oder der Herbstaussaat am Matthäitag.
Literarisch hat Bertolt Brecht den Sankt Nimmerleinstag im Stück Der gute Mensch von Sezuan in einem bitterbösen Lied von der Ungerechtigkeit der Welt, dem Lied vom Sankt Nimmerleinstag, thematisiert.
Gleichbedeutende Ausdrücke sind
- St.-Nimmers-Tag, Nimmermehrstag, Nimmerlestag oder Nimmertag[4]
- „an den griechischen Kalenden“ abgeleitet aus lateinisch ad Kalendas Graecas[4]
- Pflaumenpfingsten,[5][6] denn die Pflaumenernte fällt nie auf Pfingsten